# Prințesa Irina Alexandrovna a Rusiei
Prințesa Irina Alexandrovna a Rusiei (rusă Княжна Ирина Александровна Романова) (3 iulie/15 iulie 1895 - 26 februarie 1970) a fost singura fiică a Marelui Duce Alexandru Mihailovici al Rusiei și a Marii Ducese Xenia Alexandrovna a Rusiei. A fost, de asemenea, singura nepoată a Țarului Nicolae al II-lea al Rusiei și soția Prințului Felix Iusupov, unul dintre cei care l-au asasinat pe Grigori Rasputin în 1916.

## Date biografice
Înaintea căsătoriei ei din 22 februarie 1914, Irina care era primul copil și singura fiică într-o familie de șapte copii, a fost considerată una dintre cele mai bune partide din Rusia. Familia ei a petrecut lungi perioade în sudul Franței începând cu anul 1906 din cauza dezacordurilor politice dintre tatăl ei și Țar.
Tatăl ei avea o aventură cu o femeie din sudul Franței și i-a cerut divorțul soției sale Xenia de câteva ori însă aceasta a refuzat să i-l acorde. De asemenea, Xenia avea relații extraconjugale. Părinții Irinei au încercat să ascundă nefericirea mariajului lor în fața celor șapte copii iar Irina, o fetiță timidă, tăcută, cu ochi albaștri și păr negru, a avut o copilărie fericită. Irina era numită adesea Iréne, versiunea franțuzească a numelui ei, sau Irene, versiunea englezească. Uneori, mama ei îi spunea "Baby Rina". Romanovii au fost puternic influențați de franceză și engleză, vorbeau franceza mai bine decât rusa și adesea foloseau variantele străine ale numelor lor atunci când se refereau la ceilalți.
Cel care va fi soțul ei, Felix Iusupov, era un bărbat cu multe contradicții: un bărbat dintr-o familie bogată căruia, dincolo de visele de avariție îi plăcea să se îmbrace în haine femeiești și să aibă relații bisexuale, scandalizând societatea. La un moment dat, într-un acces de entuziasm, a planificat să împartă marea sa avere săracilor, imitând-o pe Marea Ducesă Elisabeta Feodorovna. A fost convins să renunțe la această idee de mama sa, Zenaida, care i-a spus că are datoria să se căsătorească și să facă copii pentru a duce numele familiei mai departe, Felix fiind singurul ei fiu supraviețuitor.
Felix a fost foarte atras de Irina, care era dispusă să-i înțeleagă trecutul sălbatic în timp ce părinții ei, nu. Cnd părinții ei și bunica maternă, Împărăteasa mamă Maria Feodorovna au auzit zvonuri în legătură cu Felix, au vrut să anuleze nunta. Multe din poveștiile pe care le auziseră le știau de la Marele Duce Dimitri Pavlovici, verișorul primar al Irinei, care era unul din cei mai buni prieteni ai lui Felix, și despre care se specula că ar fi avut o relație romantică cu Felix.
Căsătoria Irinei cu Felix a fost nunta anului și ultima ocazie a societății ruse înaintea Primului Război Mondial.

## Primul Război Mondial

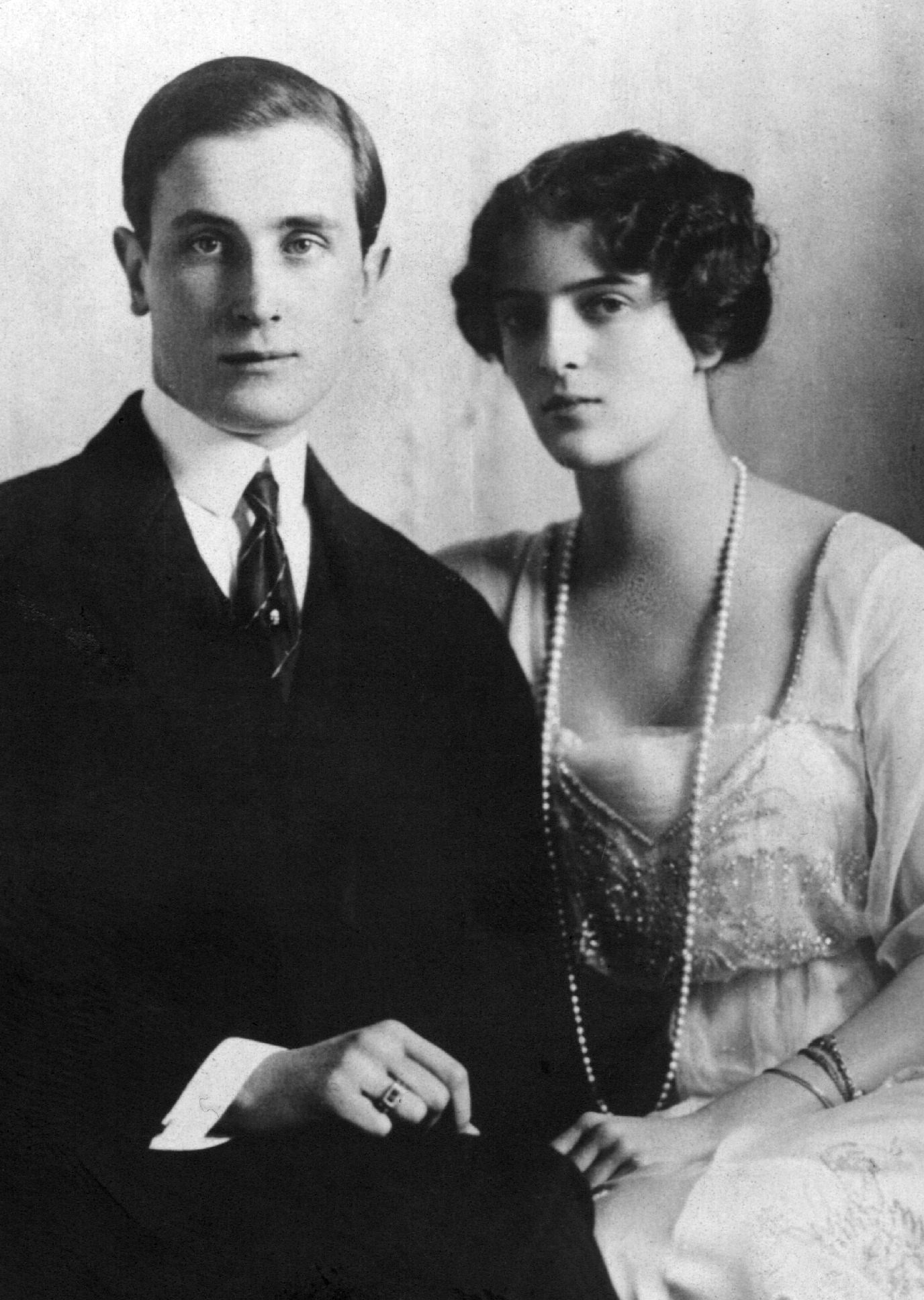
Prinţesa Irina a Rusiei şi soul ei, Prinţul Felix Iusupov.

Noua familie Iusupov a plecat în luna de miere în Europa și în Orientul Mijlociu când a început războiul. Au fost reținuți în Berlin pentru scurt timp după începerea ostilităților. Irina a rugat-o pe verișoara ei primară Prințesa Moștenitoare Cecilie a Prusiei să intervină pe lângă socrul ei, Kaiserul. Wilhelm al II-lea al Germaniei a refuzat să le permită să plece însă le-a oferit posibilitatea să aleagă una din trei țări pentru a trăi pe durata războiului. Tatăl lui Felix a apelat la ambasadorul spaniol și a obținut permisiunea ca tinerii să se întoarcă în Rusia via Danemarca neutră, Finlanda și apoi St.Petersburg .
Felix a transformat o aripă a Palatului Moika în spital pentru soldații răniți însă a evitat ca el însuși să intre în armată. 
Verișoara primară a Irinei, Marea Ducesă Olga Nikolaevna a Rusiei, cu care ea a fost apropiată când erau fete, a fost disprețuitoare față de Felix: "Felix este 'de-a dreptul civil', îmbrăcat tot în maro, mergând încoace și încolo prin cameră, căutând în unele biblioteci cu reviste și practic nefăcând nimic; el face o impresie extrem de neplăcut - un om trândav în astfel de momente", a scris Olga tatălui ei, Țarul Nicolae al II-lea, la 5 martie 1915 după o vizită la Iusupovi.
Felix și Irina au avut un singur copil, Prințesa Irina Felixovna Isupova numită în familie Bebé, născută la 21 martie 1915. "Nu voi uita niciodată fericirea mea când am auzit pentru prima strigătul copilului", a scris tatăl ei. Irinei i-a plăcut propriul ei nume și a vrut să-l dea mai departe primului ei copil. Mama ei Xenia a fost atât de îngrijorată în timpul nașterii încât Țarina Alexandra Feodorovna a spus că este aproape ca și cum Xenia a născut în locul Irinei.